# Ключи (Увельский район)
Ключи — деревня в Увельском районе Челябинской области России. Входит в состав Рождественского сельского поселения.

## География
Деревня находится в восточной части Челябинской области, в лесостепной зоне, на юго-западном берегу озера Мышайкуль, на расстоянии примерно 20 километров (по прямой) к востоку-северо-востоку (ENE) от посёлка Увельского, административного центра района. Абсолютная высота — 219 метров над уровнем моря.
Часовой пояс
Деревня Ключи, как и вся Челябинская область, находится в часовой зоне МСК+2. Смещение применяемого времени относительно UTC составляет +5:00.

## Население
| 2002 | 2010 |
| ---- | ---- |
| 370  | ↘310 |

Гендерный состав
По данным Всероссийской переписи населения 2010 года в гендерной структуре населения мужчины составляли 46,5 %, женщины — соответственно 53,5 %.
Национальный состав
Согласно результатам переписи 2002 года, в национальной структуре населения русские составляли 96 %.

## Улицы
Уличная сеть деревни состоит из трёх улиц: ул. Молодёжная, ул. Садовая и ул. Рабочая.